# Тепловозний провулок
Теплово́зний прову́лок — зниклий провулок, що існував у Дарницькому районі міста Києва, місцевість Позняки. Пролягав від Тепловозної вулиці.

## Історія
Провулок виник у середині XX століття під назвою Садова вулиця. Назва Тепловозний провулок вживається з 1960-х років.
Ліквідований наприкінці 1980-х років у зв'язку з частковим знесення забудови колишнього села Позняки.